# Selenocephalus kyrosicus
Selenocephalus kyrosicus är en insektsart som beskrevs av Dlabola 1981. Selenocephalus kyrosicus ingår i släktet Selenocephalus och familjen dvärgstritar. Inga underarter finns listade i Catalogue of Life.